# Panorama Peak
Der Panorama Peak (englisch für Aussichtsgipfel) ist ein felsiger Berggipfel im ostantarktischen Viktorialand. Er ragt 750 m nördlich des Mount Thundergut auf einem Bergrücken auf, der bis zum Plane Table in der Asgard Range reicht.
Seinen Namen erhielt der Berg durch das New Zealand Antarctic Place-Names Committee.